# Kirche Prützen

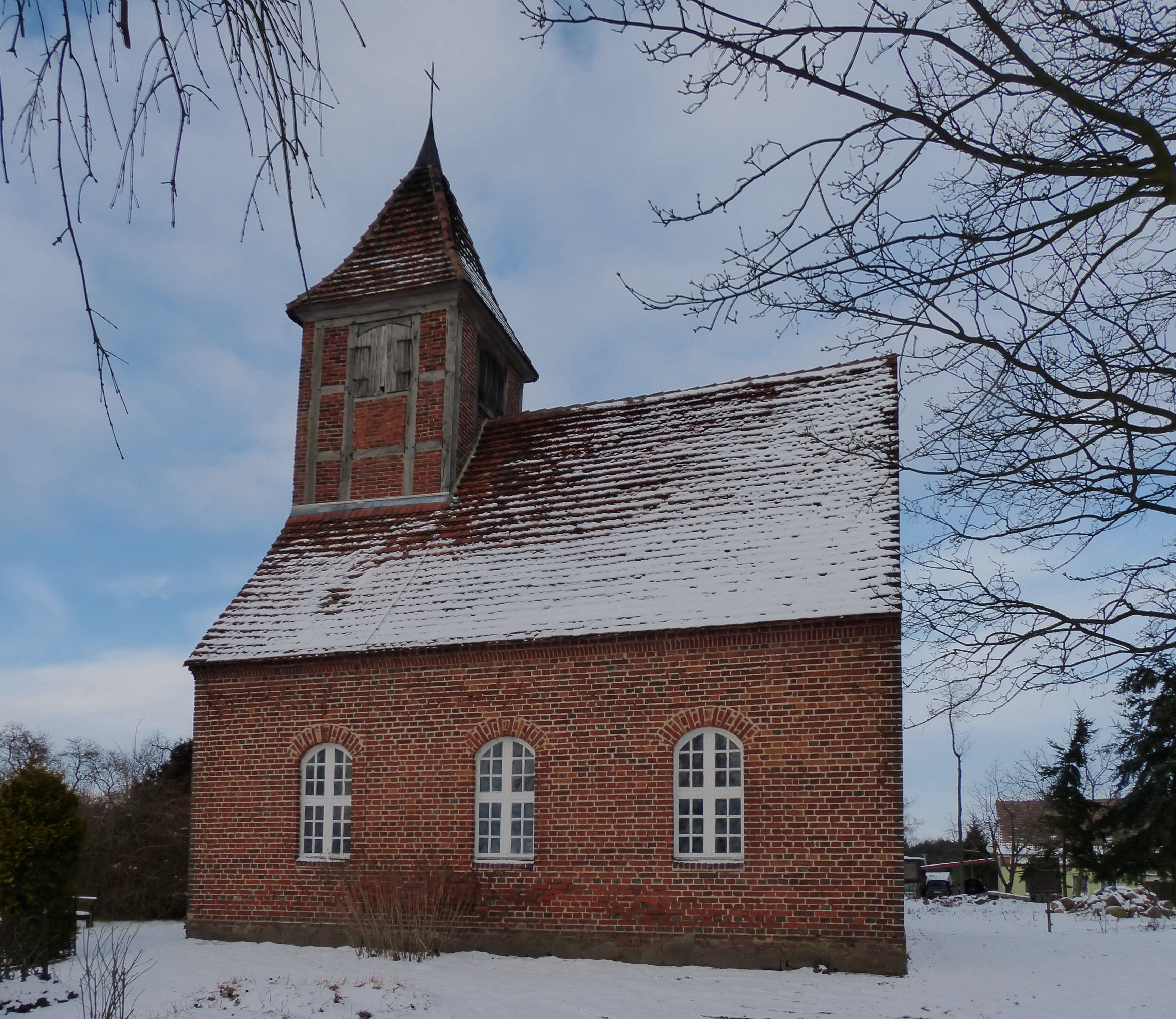
Kirche Prützen

Die Kirche Prützen ist ein Kirchengebäude im Ortsteil Prützen der Gemeinde Gnevkow im Landkreis Mecklenburgische Seenplatte, Mecklenburg-Vorpommern. Sie gehört zur Kirchengemeinde Altenhagen-Gültz in der Propstei Demmin des Kirchenkreises Pommern der Evangelisch-Lutherischen Kirche in Norddeutschland.

## Geschichte
Eine Kirche in Prützen gab es bereits im 16. Jahrhundert, ebenso wie die Seltzer Kirche, Filialkirche der Gültzer Kirche, wie aus den Aufzeichnungen der 1577 durchgeführten Kirchenvisitation hervorgeht. Der Ort gehörte bis 1754 zum Amt Klempenow, dann ging Prützen im Tausch gegen Gnewezow und den adligen Anteil Kaslin an den Erblandmarschall Axel Albrecht von Maltzahn. Dieser siedelte zehn Bauern an und ließ die Kirche neu errichten.

## Gebäude und Ausstattung

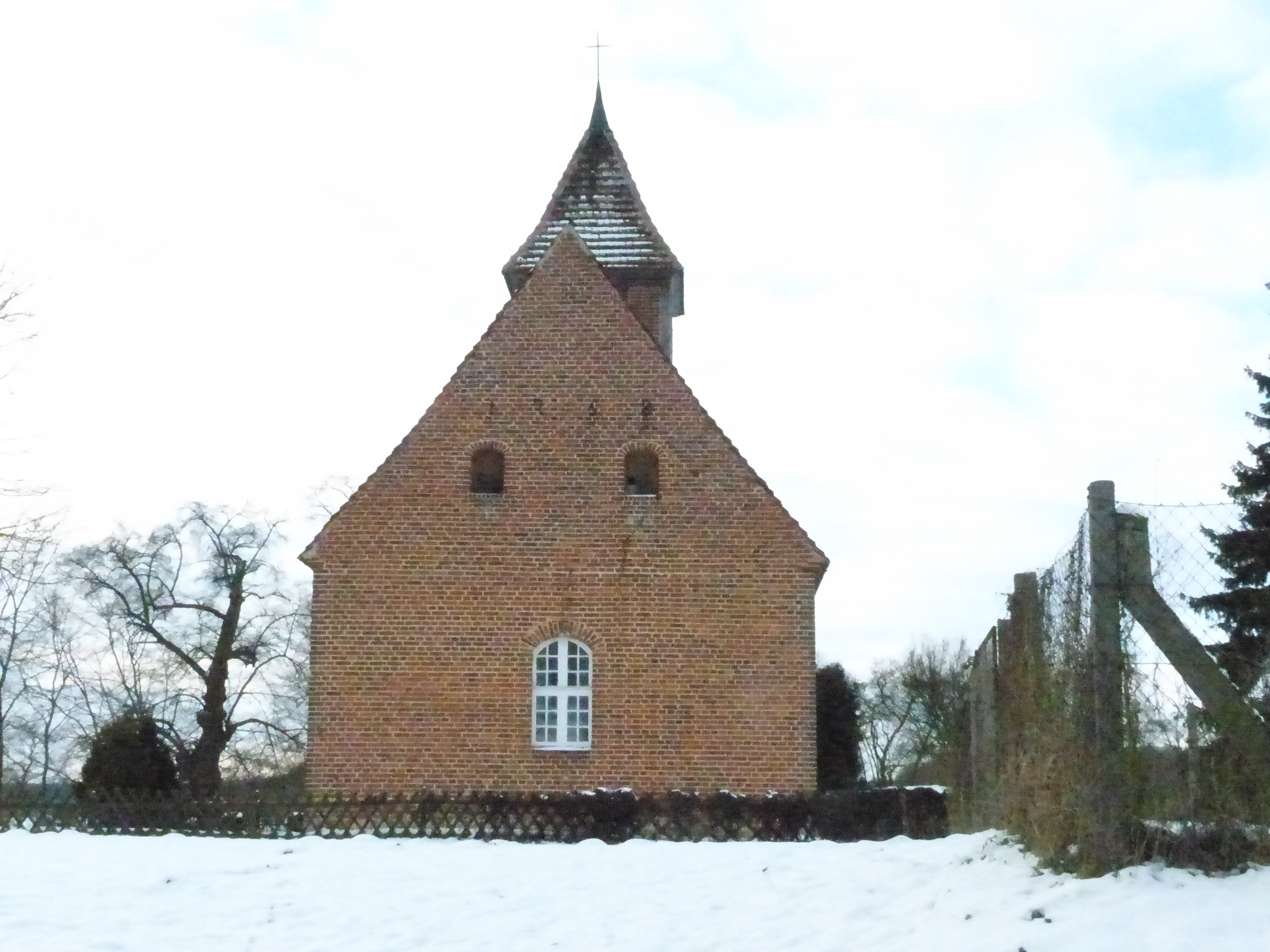
Ostgiebel

Die heutige Kirche wurde 1758 (nach Berthold Schmidt bereits 1754) auf rechteckigem Grundriss aus Backstein errichtet. In den Seitenwänden befinden sich je drei segmentbogige Fenster, ein weiteres im Ostgiebel. Die Fenster sind durch ein starkes Mittelkreuz in vier Teile geteilt. Im östlichen Dachgiebel befinden sich zwei durch Holztüren verschlossene segmentbogige Luken.
Der westliche Dachturm in Fachwerkbauweise hat einen quadratischen Grundriss und ein Pyramidendach.
Der Kanzelaltar stammt aus der ersten Hälfte des 18. Jahrhunderts. Gestühl und Westempore stammen ebenfalls aus dem 18. Jahrhundert.